# Solresol

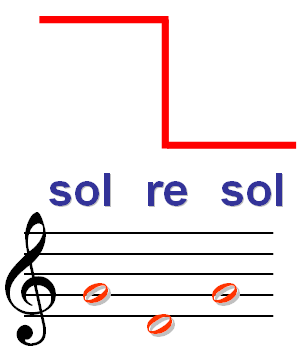
Les síl·labes sol, re i sol que donen nom a la llengua.

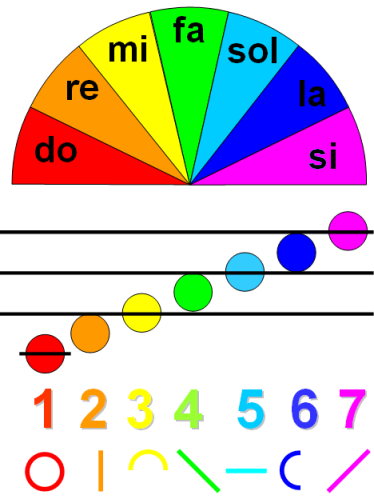
Notació en solresol..

Solresol és una llengua artificial dissenyada pel francès Jean François Sudre a partir de 1817. El solresol va aconseguir una breu popularitat, assolint el seu màxim amb la publicació de Boleslas Gajewski Grammaire du Solrésol a 1902. Està basat en notes musicals, d'aquesta manera es pot tocar amb un instrument musical, a més a més de parlar. Disposa únicament de set unitats mínimes: les set notes bàsiques. Aquesta escassetat de fonemes, malgrat tot, suposa una gran versatilitat a l'hora de transmetre la llengua per mitjans diferents al convencional. Així, per exemple, el solresol es pot escriure de diverses formes seguint codificacions establertes: en un pentagrama, amb els nombres de l'1 al 7, amb les inicials de les notes (d, r, m, f, so, l, s), amb un alfabet estenogràfic de set figures simples, amb els set colors de l'arc de Sant Martí, etc. També es poden fer servir sistemes no gràfics com per exemple gestos i copets.
Després de molts anys de fama, va ser oblidat per idiomes artificials de més èxit com l'esperanto. Actualment, es coneix molt poc.

## Vocabulari
Les paraules del solresol estan formades per successions de notes de diferents longituds. Cal remarcar que degut a la limitació de caràcters possibles, el solresol no conté sinònims. És a dir, una única combinació de síl·labes pot tenir un significat traduïble de diferents maneres en altres llengües. Els mots solen estar formats per una, dues, tres o quatre síl·labes i cada una d'aquestes longituds està dedicada a un tipus de paraula concret.

#### Una síl·laba[1]
Els mots d’una sola síl·laba estan reservats per a paraules d’ús freqüent en qualsevol conversa. Aquest és la llista completa de cada nota amb el seu significat:
Do: no, tampoc.
Re: i, també.
Mi: o, inclús.
Fa: per.
Sol: si (condicional).
La: article.
Si: sí (afirmació), d’acord, encantat.

#### Dues síl·labes[1]
Les successions de dues síl·labes fan referència a mots una mica més complexos però que també són d'ús molt freqüent. En alguns casos la nota inicial d'aquestes combinacions binàries contribueixen a determinar quin tipus de paraula és. Per exemple, els mots començats amb "do" fan referència a subjectes personals (jo: dore, tu: domi, un mateix: dosol, algú: dola, etc). Altres paraules com els possessius comencen amb "re" (meu: redo, teu: reme, etc). També hi ha adverbis com solla: sempre o conjuncions com solfa: perquè i soldo: però, entre molts d'altres. Hi ha un total de 43 paraules de dues síl·labes ja que aquestes no es repeteixen en aquest tipus de paraula.

##### Tres síl·labes[1]
Les paraules de tres síl·labes formen el vocabulari principal del llenguatge, però el fet de comptar amb només 7 síl·labes fa que el solresol hagi d'utilitzar diferents estratègies per economitzar el llenguatge. Una d'elles és usar una mateixa combinació de síl·labes per a diverses paraules. Tots els mots d’una mateixa família es representen amb la mateixa combinació de notes sense importar la categoria gramatical. Per exemple: Constituir, constitució, constitucional, constituent, constitucionalment es representen amb la mateixa cadena de signes sirelasi.
D'altra banda, Sudre els va agrupar els mots en conjunts de (generalment) 6 segons les idees que representaven. Cada grup té una temàtica concreta. Per exemple, els mots començats amb "dore" fan referència al temps. Així, doredo és temps, doremi és dia, dorefa és setmana, doresol és mes, dorela és any i doresi és segle.
Aquest sistema tenia l'objectiu de simplificar la llengua i facilitar-ne l'aprenentatge.

##### Quatre síl·labes[1][2]
Les paraules de quatre síl·labes estan dividides en classes que Sudre va definir de la següent manera depenent de la nota amb la qual començaven.
Do: les paraules començades en do fan referència a “l’home físic i moral i a les seves facultats intel·lectuals, les seves qualitats i la seva alimentació”.
Re: referència als objectes de casa, de bany, tasques de la casa i a la família.
Mi: referència a accions de l’home i els seus defectes.
Fa: referència al camp, els viatges, la guerra o el mar.
Sol: referència a les belles arts i a la ciència.
La: referència a la indústria i el comerç.
Si: referència a la ciutat, el govern i l'administració.
Per exemple, la paraula domifado vol dir "home" o "humà", dolafare vol dir "menjar", refadomi són "mobles", mifaredo és "egoïsme", faredore és "agricultura", soldoremi és "teatre", ladomire vol dir "botiga" i siresila és "república".
Quant al gènere dels mots, es distingeix entre masculí, femení i neutre. Per a tots els éssers masculins s'utilitza el gènere masculí, per als femenins el femení i per als objectes, conceptes i essers dels quals el gènere és desconegut s'utilitza el neutre.El femení s'indica oralment allargant la última vocal de la paraula i a l'escriptura s'indica per mitjà d'una petita ratlla horitzontal col·locada sobre la última síl·laba ( ¯ ). Per tant, misifa significa "marit" mentre que misifa¯ significa "esposa".
D'altra banda, un accent tancat a l'última consonant marca el plural.
Una característica única en el solresol és que alguns antònims s'obtenen dient les síl·labes, o notes, al revés. Així, fala vol dir "bo", mentre que lafa és "dolent".